# Нородом Сурамарит
Нородом Сурамарит (кхмер. នរោត្ដម សុរាម្រិត; Его святейшество Брхат Пада Самдач Брхат Нарадхама Сурамарта; 6 марта 1896 — 3 апреля 1960) — король Камбоджи с 1955 до своей смерти в 1960 году. Отец короля Нородома Сианука и дед нынешнего короля Камбоджи Нородома Сиамони.
Внук короля Нородома. Женился на своей троюродной сестре — принцессе Сисоват Коссамак (дочери короля Сисовата Монивонга). В этом браке родился Нородом Сианук, наследовавший престол своего деда в 1941 году.
4 марта 1955 года Нородом Сианук оставил трон, передав его отцу. Нородом Сурамарит царствовал пять с половиной лет и умер от сердечной недостаточности в возрасте 64 лет 3 апреля 1960 года в королевской резиденции (должность главы государства снова занял его сын— Нородом Сианук).

## Награды
Награды Камбоджи
| Страна   | Дата                         | Награда                                  | Награда                                  | Литеры |
| -------- | ---------------------------- | ---------------------------------------- | ---------------------------------------- | ------ |
| Камбоджа | 3 марта 1955 — 3 апреля 1960 | Суверен Королевского ордена Камбоджи     | Суверен Королевского ордена Камбоджи     |        |
| Камбоджа | 3 марта 1955 — 3 апреля 1960 | Суверен Королевского ордена Сахаметреи   | Суверен Королевского ордена Сахаметреи   |        |
| Камбоджа | 3 марта 1955 — 3 апреля 1960 | Суверен Королевского ордена Соватхары    | Суверен Королевского ордена Соватхары    |        |
| Камбоджа | 3 марта 1955 — 3 апреля 1960 | Суверен Королевского ордена Монисерапхон | Суверен Королевского ордена Монисерапхон |        |

Награды иностранных государств
| Страна  | Дата     | Награда                                                       | Награда                                                       | Литеры |
| ------- | -------- | ------------------------------------------------------------- | ------------------------------------------------------------- | ------ |
| Франция | ?        | Гранд-офицер                                                  | ордена Почётного легиона                                      |        |
| Франция | 1939 — ? | Командор                                                      | ордена Почётного легиона                                      |        |
| Мьянма  | -        | Великий командор ордена Истины                                | Великий командор ордена Истины                                |        |
| Вьетнам | -        | Кавалер Большой ленты Национального ордена Вьетнама           | Кавалер Большой ленты Национального ордена Вьетнама           |        |
| Япония  | -        | Кавалер Большой ленты ордена Хризантемы                       | Кавалер Большой ленты ордена Хризантемы                       |        |
| Таиланд | -        | Кавалер ордена Королевского дома Чакри                        | Кавалер ордена Королевского дома Чакри                        | ม.จ.ก. |
| Лаос    | 1955     | Кавалер Большой ленты ордена Миллиона слонов и белого зонтика | Кавалер Большой ленты ордена Миллиона слонов и белого зонтика |        |
| СССР    | 1956     | Кавалер ордена Суворова 1 степени                             | Кавалер ордена Суворова 1 степени                             |        |